# Umwertung aller Werte

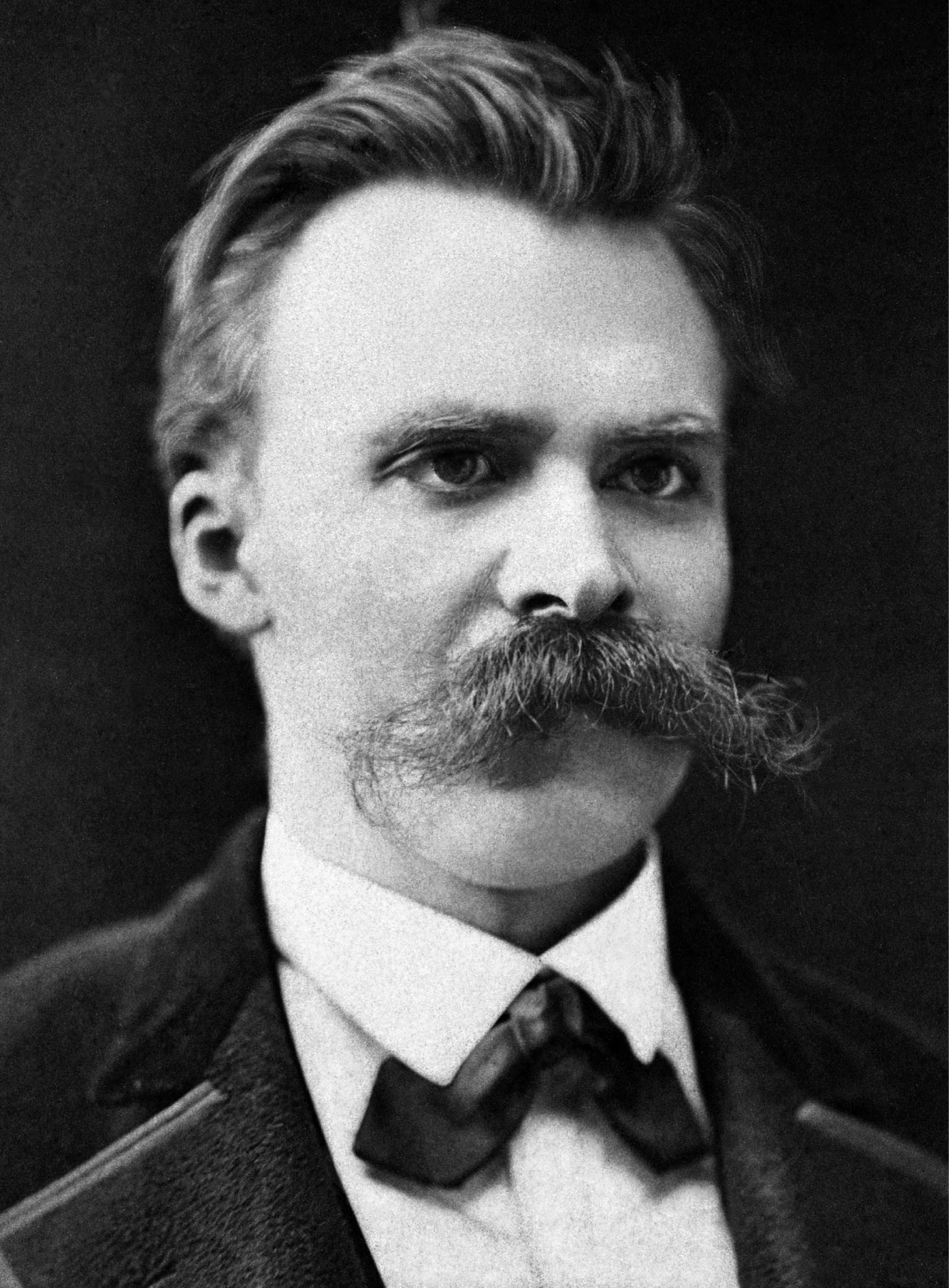
Friedrich Nietzsche um 1875

Die Umwertung aller Werte ist ein von Friedrich Nietzsche geprägtes Schlagwort und ein zentraler Begriff seiner Philosophie und Moralkritik. Sie ist philosophisches Prinzip und individualisierte Lebenshaltung gleichermaßen.

## Das Konzept
In der modernen Welt seiner Zeit konstatierte Nietzsche einen Niedergang der Kultur, der sich in einem sich ausbreitenden Werteverlust ausdrückte. Dieser hatte seine Ursachen in der zunehmenden Einsicht, dass einerseits der Begriff der Wahrheit inhaltlich nicht zu füllen war („Nichts ist wahr, alles ist erlaubt“ (Zur Genealogie der Moral = GM III, 24)), und andererseits der Glaube an einen Gott als Leitidee für den Sinn des Lebens immer mehr verloren ging. Als Konsequenz sah Nietzsche einen immer stärker werdenden Nihilismus als dem „Wertloswerden der obersten Werte“.
Werte betrachtete Nietzsche als relativ. Sie sind perspektivisch auf das jeweilige „Herrschafts-Gebilde“ ausgerichtet. Das Grundproblem der Wertbildung, die für ihn in der falschen Vorstellung vom Subjekt lag, formulierte er in Jenseits von Gut und Böse:
„Man darf nämlich zweifeln, erstens, ob es Gegensätze überhaupt giebt, und zweitens, ob jene volksthümlichen Werthschätzungen und Werth-Gegensätze, auf welche die Metaphysiker ihr Siegel gedrückt haben, nicht vielleicht nur Vordergrunds-Schätzungen sind, nur vorläufige Perspektiven, vielleicht noch dazu aus einem Winkel heraus, vielleicht von Unten hinauf, Frosch-Perspektiven gleichsam, um einen Ausdruck zu borgen, der den Malern geläufig ist? Bei allem Werthe, der dem Wahren, dem Wahrhaftigen, dem Selbstlosen zukommen mag: es wäre möglich, dass dem Scheine, dem Willen zur Täuschung, dem Eigennutz und der Begierde ein für alles Leben höherer und grundsätzlicherer Werth zugeschrieben werden müsste. Es wäre sogar noch möglich, dass was den Werth jener guten und verehrten Dinge ausmacht, gerade darin bestünde, mit jenen schlimmen, scheinbar entgegengesetzten Dingen auf verfängliche Weise verwandt, verknüpft, verhäkelt, vielleicht gar wesensgleich zu sein. Vielleicht! — Aber wer ist Willens, sich um solche gefährliche Vielleichts zu kümmern! Man muss dazu schon die Ankunft einer neuen Gattung von Philosophen abwarten, solcher, die irgend welchen anderen umgekehrten Geschmack und Hang haben als die bisherigen, — Philosophen des gefährlichen Vielleicht in jedem Verstande. — Und allen Ernstes gesprochen: ich sehe solche neue Philosophen heraufkommen.“ (Jenseits von Gut und Böse = JGB 2)
Den Ursprung des Niedergangs der Kultur lastete Nietzsche in einer religionsgeschichtlichen Analyse der Religion an. Religion leugnet das Positive des Aristokratischen und führt einen Kampf zugunsten der Schwachen. Hierdurch erfolgt in der Geschichte eine erste Umwertung der Werte, die man auch als Entwertung bezeichnen kann.
„Die ritterlich-aristokratischen Werthurtheile haben zu ihrer Voraussetzung eine mächtige Leiblichkeit, eine blühende, reiche, selbst überschäumende Gesundheit, sammt dem, was deren Erhaltung bedingt, Krieg, Abenteuer, Jagd, Tanz, Kampfspiele und Alles überhaupt, was starkes, freies, frohgemuthes Handeln in sich schliesst. Die priesterlich-vornehme Werthungs-Weise hat — wir sahen es — andere Voraussetzungen: schlimm genug für sie, wenn es sich um Krieg handelt! Die Priester sind, wie bekannt, die bösesten Feinde — weshalb doch? Weil sie die ohnmächtigsten sind. Aus der Ohnmacht wächst bei ihnen der Hass in’s Ungeheure und Unheimliche, in’s Geistigste und Giftigste. Die ganz grossen Hasser in der Weltgeschichte sind immer Priester gewesen, auch die geistreichsten Hasser: — gegen den Geist der priesterlichen Rache kommt überhaupt aller übrige Geist kaum in Betracht. Die menschliche Geschichte wäre eine gar zu dumme Sache ohne den Geist, der von den Ohnmächtigen her in sie gekommen ist: — nehmen wir sofort das grösste Beispiel. Alles, was auf Erden gegen „die Vornehmen“, „die Gewaltigen“, „die Herren“, „die Machthaber“ gethan worden ist, ist nicht der Rede werth im Vergleich mit dem, was die Juden gegen sie gethan haben: die Juden, jenes priesterliche Volk, das sich an seinen Feinden und Überwältigern zuletzt nur durch eine radikale Umwerthung von deren Werthen, also durch einen Akt der geistigsten Rache Genugthuung zu schaffen wusste.“ (GM I, 7)
Die in der jüdischen Religion und Sozialphilosophie liegende Verteidigung des Schwachen setzt sich im Christentum fort. Auch dieses fordert eine „Umwerthung aller antiken Werthe“ (JGB 3, 46) Die Erziehung zur Toleranz, wie sie aus dem Imperium Romanum überliefert wurde, wird abgelöst durch den „treuherzigen und bärbeissigen Unterthanen-Glauben“ Luthers, Cromwells oder eines sonstigen „nordischen Barbaren des Geistes“. Die Aufklärung ist ein wesentlicher Schritt des Niedergangsprozesses, der im passiven Nihilismus endet und dessen Auftakt die französische Revolution gewesen ist. Dieser „Sklaven-Aufstand“ ist ein Sieg des Egalitarismus der Schwachen.
Nietzsche sah im Niedergang bis hin zum Nihilismus eine Notwendigkeit der Geschichte. Doch sah er auch einen Weg, wie der Mensch wieder aus dem Niedergang herauskommen und Fortschritte erzielen kann. Demokratie bedeutet nicht nur Verfall der politischen Organisation, sondern auch Verfall und Verkleinerung des Menschen. Es bedarf der Zucht und Züchtung von edlen und herausragenden Führern (siehe „Übermensch“), die den Nihilismus überwinden können.
„Das Bild solcher Führer ist es, das vor unsern Augen schwebt: — darf ich es laut sagen, ihr freien Geister? Die Umstände, welche man zu ihrer Entstehung theils schaffen, theils ausnützen müsste; die muthmaasslichen Wege und Proben, vermöge deren eine Seele zu einer solchen Höhe und Gewalt aufwüchse, um den Zwang zu diesen Aufgaben zu empfinden; eine Umwerthung der Werthe, unter deren neuem Druck und Hammer ein Gewissen gestählt, ein Herz in Erz verwandelt würde, dass es das Gewicht einer solchen Verantwortlichkeit ertrüge; andererseits die Nothwendigkeit solcher Führer, die erschreckliche Gefahr, dass sie ausbleiben oder missrathen und entarten könnten — das sind unsre eigentlichen Sorgen und Verdüsterungen, ihr wisst es, ihr freien Geister?“ (JGB 5, 203)
Der Hintergrund des Konzeptes der Umwertung aller Werte ist Nietzsches Theorie des Willens zur Macht, der allen Dingen (als eine Art Entelechie) zugrunde liegt. Der Wille zur Macht als treibende Kraft strebt danach, sich zu verselbständigen, alle bestehenden Werte zu zerstören und sich selbst zum obersten Wert zu erheben. Er führt damit zur Auflösung der herkömmlichen Moral. Die neue Umwertung aller Werte bedeutet, dem Leben einen Sinn geben, „einen neuen Sinn in das sinnlos Gewordene zu legen.“ (Nachlass 2 (106), KSA 12, 113). Es ist ein Übergang von einem passiven zu einem aktiven Nihilismus. Dies kann nur der Übermensch, der sich von den überkommenen Werten, insbesondere der Religion und dem Glauben an eine Wahrheit freigemacht hat. Der Mensch wird zum „homo natura“, zu einem sich selbst aus der Natur Hervorbringenden. Umwertung bedeutet nicht Schaffung neuer Werte, sondern ein Zurück zu den Werten vor dem Niedergang, d. h. zu den Werten der Antike vor Sokrates und Platon, die durch das philosophische Fragen und durch den Einsatz der Vernunft den ersten Schritt zur Aufklärung getan und damit den Niedergang eingeleitet haben. Maßstab ist nicht mehr Gottes Wille, sondern der in der Natur des Menschen liegende Wille zur Macht. Nietzsche will keine neue Moral, wie sie Sokrates, Platon und das Judentum vertraten, sondern fordert eine Loslösung von der Moral. Er vertritt einen Immoralismus, für den die Umwertung eine Ablehnung ethischer Werte bedeutet.

## Darstellung im Zarathustra
Ohne dass der Terminus „Umwertung aller Werte“ benutzt wird, findet sich der Grundgedanke bereits in Nietzsches dichterisch-philosophischem Werk Also sprach Zarathustra (= ZA) in der Rede „Von den drei Verwandlungen“ (KSA 4, ZA 29-31). Der Geist durchläuft drei Entwicklungsstufen. Die erste ist die Einsamkeit, in der der Geist in die Wüste geht und als Kamel die Demut und Leidensfähigkeit lernt. Es herrscht die diffuse Unsichtbarkeit. Ziel des Geistes ist, das Richtige zu lernen. Danach kommt die Stufe der Widerspenstigkeit. Der Geist wird zum Löwen, der sich gegen das Gefälschte wehrt und den Drachen der Unwissenheit tötet. Das bisher Heilige wird als dumm und lächerlich verworfen. Schließlich wird der Geist in der dritten Stufe der Vergnügtheit zum Kind, das den Kampf hinter sich gelassen hat und in Unschuld wie „ein aus sich rollendes Rad“ dem Leben begegnet. In diesem Prozess der ewigen Wiederkehr findet zugleich in den Entwicklungsstufen jeweils auch eine Umwertung aller Werte statt.
Im III. Band des Zarathustra schreibt Nietzsche:
„Das Vergangne am Menschen zu erlösen und alles „Es war“ umzuschaffen, bis der Wille spricht: „Aber so wollte ich es! So werde ich’s wollen —“ 
— Diess hiess ich ihnen Erlösung, Diess allein lehrte ich sie Erlösung heissen:“ (Also sprach Zarathustra III, Von alten und neuen Tafeln, 3 KSA 4, 249)

## Abbildung im weiteren Werk
Nietzsche hat in seinem Spätwerk die Idee der Umwertung aller Werte immer wieder aufgenommen.
Weitere Zitatstellen sind:
- „Unterschätzen wir dies nicht: wir selbst, wir freien Geister, sind bereits eine ‚Umwertung aller Werthe‘, eine leibhafte Kriegs- und Siegs-Erklärung an alle alten Begriffe von ‚wahr‘ und ‚unwahr‘“ (Der Antichrist, KSA 6 179)
- „Das Christenthum, aus jüdischer Wurzel und nur verständlich als Gewächs dieses Bodens, stellt die Gegenbewegung gegen jede Moral der Züchtung, der Rasse, des Privilegiums dar: — es ist die antiarische Religion par excellence: das Christenthum die Umwerthung aller arischen Werthe, der Sieg der Tschandala-Werthe, das Evangelium den Armen, den Niedrigen gepredigt, der Gesammt-Aufstand alles Niedergetretenen, Elenden, Missrathenen, Schlechtweggekommenen gegen die ‚Rasse‘, — die unsterbliche Tschandala-Rache als Religion der Liebe…“ (Götzen-Dämmerung, „Die „Verbesserer“ der Menschheit“, 4)
- „Und damit berühre ich wieder die Stelle, von der ich einstmals ausgieng — die ‚Geburt der Tragödie‘ war meine erste Umwerthung aller Werthe: damit stelle ich mich wieder auf den Boden zurück, aus dem mein Wollen, mein Können wächst — ich, der letzte Jünger des Philosophen Dionysos, — ich, der Lehrer der ewigen Wiederkunft…“ (Götzen-Dämmerung, „Was ich den Alten verdanke“, 5)
- „Die Deutschen haben Europa um die letzte grosse Cultur-Ernte gebracht, die es für Europa heimzubringen gab, — um die der Renaissance. Versteht man endlich, will man verstehn, was die Renaissance war? Die Umwerthung der christlichen Werthe, der Versuch, mit allen Mitteln, mit allen Instinkten, mit allem Genie unternommen, die Gegen-Werthe, die vornehmen Werthe zum Sieg zu bringen…“ (Der Antichrist, 61)
- „Aber meine Wahrheit ist furchtbar, denn man hieß bisher die Lüge Wahrheit. – Umwertung aller Werte, das ist meine Formel für einen Akt höchster Selbstbesinnung der Menschheit, der in mir Fleisch und Genie geworden ist.“ (Ecce Homo, „Warum ich ein Schicksal bin“, 1, KSA 6, 365)

Die Verwendung von „Umwertung aller Werte“ als Untertitel zu Der Antichrist und zu der Kompilation eines Nachlassteiles zu dem Buch Der Wille zur Macht (1906) sind in letzterem Artikel erläutert. In der Zeit des Nationalsozialismus hat Friedrich Würzbach, damaliger Präsident der bis 1943 bestehenden Nietzsche-Gesellschaft, im Jahr 1940 eine erweiterte Zusammenstellung von Texten des Nachlasses von Nietzsche mit 2397 Aphorismen unter dem Titel Das Vermächtnis Friedrich Nietzsches. Versuch einer Auslegung allen Geschehens und einer Umwertung aller Werte herausgegeben. Diese Ausgabe wurde 1969 und 1977 erneut aufgelegt. Sie ist seit Erscheinen der Kritischen Gesamtausgabe hinfällig.

## Rezeption
Nietzsche wurde Anfang des 20. Jahrhunderts besonders in konservativen, antidemokratischen Kreisen rezipiert. Die Bedeutung des Gedankens von der Umwertung aller Werte hob zum Beispiel Oswald Spengler im Untergang des Abendlandes hervor:
„Als Nietzsche das Wort ‚Umwertung aller Werte‘ zum ersten Mal niederschrieb, hatte endlich die seelische Bewegung dieser Jahrhunderte, in deren Mitte wir leben, ihre Formel gefunden. Umwertung aller Werte – das ist der innerste Charakter jeglicher Zivilisation. Sie beginnt damit, alle Formen der vorausgegangenen Kultur umzuprägen, anders zu verstehen, anders zu handhaben. Sie erzeugt nicht mehr, sie deutet nur um.“
Georg Simmel, der in seiner Philosophie des Geldes in der kapitalistischen Ausrichtung der Gesellschaft eine der Hauptursachen des Werteverlustes und damit der Umwertung der traditionellen Werte sah, erhoffte sich im Zuge der Ideen von 1914 durch den Ersten Weltkrieg eine sich dem entgegensetzende Umwertung aller Werte insofern, als der Aufbruch in den Krieg eine Absage an die „Anbetung des Geldes und des Geldwertes der Dinge“ und den „Mammonismus“, den er als „Transzendentwerden des goldenen Kalbes“ bezeichnete, sei.
Nietzsches These von der Umwertung aller Werte war Gegenstand der von Rudolf Hermann Lotze angestoßenen Wertphilosophie, die insbesondere im Neukantianismus und in der materialen Wertethik bei Max Scheler und Nicolai Hartmann ausgearbeitet wurde. Heinrich Rickert hielt Nietzsche vor, dass dieser keinen klaren Wertbegriff habe. Zudem sei die Umwertung von Werten nicht Gegenstand der Philosophie als Wissenschaft, in der es darum geht, Werte zu erkennen. Eine Umwertung von Werten ist schließlich nicht möglich, weil sich nicht die Werte, sondern die Stellungnahmen der Menschen zu den Werten ändern. Ähnlich konzentriert sich die Kritik Hartmanns auf den Werterelativismus, der in der Idee von der Umwertung der Werte steckt.
Am 15. Oktober 1934, Nietzsches 90. Geburtstag, behauptet der Völkische Beobachter, Nietzsche sei der „Wegbereiter des Dritten Reichs“, der „Heros des Willens zur Macht“, der „Begründer einer neuen Ethik“, der durch die Umwertung aller Werte eine „erste Bresche in die Mauern der veralteten Weltanschauungen geschlagen hat“. Die nationalsozialistische „Machtergreifung“ trägt nach Joseph Goebbels „mit Recht den Namen der deutschen Revolution, denn es handelt sich in der Tat um eine Umwertung aller Werte, um den Sturz einer Gedankenwelt.“ Ohne sich wirklich mit der Philosophie Nietzsches auseinanderzusetzen, wurde dieser mit seinen Schlagworten wie der „blonden Bestie“ vereinnahmt und zur Begründung der „neuen Werte“ herangezogen, die der Nazi-Ideologie entsprangen, und für die sich bei Nietzsche leicht Fundstellen fanden wie der Rassismus, Judenfeindlichkeit und auch die Kriegsbegründung. Um die neuen Werte durchzusetzen, setzten die Nationalsozialisten auf systematische Werteerziehung, vor allem durch ihre Jugendorganisationen, aber auch durch politische Erziehungslager für alle, die eine Aufgabe im Staatsdienst haben wollten.
Eine auf Nietzsche zurückzuführende Zerstörung der traditionellen Werte durch völkisch-nationalsozialistische Gedanken sah Ernst Cassirer bereits bei Arthur de Gobineau:
„Unsere modernen politischen Mythen zerstörten all diese Ideen und Ideale, ehe sie ihr Werk begannen. Sie haben keinerlei Opposition von dieser Seite zu fürchten. In unserer Analyse von Gobineaus Buch haben wir die Methoden studiert, durch welche diese Opposition gebrochen wurde. Der Mythus der Rassen wirkte wie ein starker Katalysator, und es gelang ihm, alle anderen Werte aufzulösen und zu zerstören.“
Martin Heidegger, der Nietzsches Philosophie auf den Gedanken der „ewigen Wiederkehr des Gleichen“ zurückführte, ordnete die Umwertung der Werte in einen Gesamtzusammenhang der Metaphysik Nietzsches ein und betonte deren inneren Zusammenhang:
„Nietzsche erkennt dabei, daß mit der Entwertung der bisherigen obersten Werte für die Welt doch die Welt selbst bleibt und daß allererst die wert-los gewordene Welt unausweichlich zu einer neuen Wertsetzung drängt. Die neue Wertsetzung wandelt sich, nachdem die bisherigen obersten Werte hinfällig geworden sind, im Hinblick auf die bisherigen Werte zu einer ›Umwertung aller Werte‹“.
„Die genannten fünf Haupttitel – ›Nihilismus‹, ›Umwertung aller bisherigen Werte‹, ›Wille zur Macht‹, ›Ewige Wiederkehr des Gleichen‹, ›Übermensch‹ – zeigen die Metaphysik Nietzsches in je einer, jeweils aber das Ganze bestimmenden Hinsicht. […] Was ›Nihilismus‹ im Sinne Nietzsches sei, läßt sich also nur wissen, wenn wir zugleich und in seinem Zusammenhang begreifen, was ›Umwertung aller bisherigen Werte‹, was ›Wille zur Macht‹, was ›ewige Wiederkehr des Gleichen‹, was der ›Übermensch‹ ist.“
„Wenn wir nun nicht denkerisch eine Fragestellung entwickeln, die imstande ist, die Lehre von der ewigen Wiederkunft des Gleichen, vom Willen zur Macht und diese beiden Lehren in ihrem innersten Zusammenhang einheitlich als Umwertung zu begreifen, und wenn wir nicht dazu übergehen, diese Grundfragestellung zugleich in ihrem Gang als eine der abendländischen Metaphysik notwendige zu fassen, dann werden wir die Philosophie Nietzsches niemals fassen, und wir begreifen nichts vom 20. Jahrhundert und den künftigen Jahrhunderten, wir begreifen nichts von dem, was unsere metaphysische Aufgabe ist.“
Heidegger kritisierte, dass Nietzsche im Wertdenken verhaftet bleibt und damit nicht aus der Metaphysik herausfindet, weil er die Grundfrage nach dem Sein des Seienden nicht stellt.
„Aber Nietzsche begreift doch die Metaphysik des Willens zur Macht gerade als Überwindung des Nihilismus. In der Tat, solange der Nihilismus nur als die Entwertung der obersten Werte verstanden und der Wille zur Macht als das Prinzip der Umwertung aller Werte aus einer Neusetzung der obersten Werte gedacht wird, ist die Metaphysik des Willens zur Macht eine Überwindung des Nihilismus. Aber in dieser Überwindung wird das Wertdenken zum Prinzip.“
Letztlich sieht Heidegger bei Nietzsche eine Bejahung des Nihilismus, wenn auch nach der Umwertung aller Werte ein neuer Nihilismus entsteht. Er selbst strebte nach einer Umkehrung, die darüber hinausgeht:
„Jetzt aber ist not die große Umkehrung, die jenseits ist aller ›Umwertung aller Werte‹, jene Umkehrung in der nicht das Seiende vom Menschen her, sondern das Menschsein aus dem Seyn gegründet wird.“
Karl Löwith verwies auf den skeptischen Ansatz, der der Philosophie Nietzsches zugrunde liegt:
„Aus dem experimentierenden Grundcharakter von Nietzsches Philosophie bestimmt sich auch der besondere Sinn seiner Kritik und Skepsis: Beide stehen im Dienst der Erprobung. Seine Kritik ist der ›Versuch‹ einer Umwertung aller bisherigen Werte und seine Skepsis eine solche der ›verwegenen‹ Männlichkeit.“
Die Zuschreibung der Umwertung aller Werte durch die Religion als Ausgangspunkt des kulturellen Niedergangs ist auf der Seite der Theologie aufgenommen und teilweise absorbiert und für das eigene Verständnis positiv gewendet worden. „Kann man sich überhaupt eine größere Umwertung der Werte vorstellen als diejenige, die in Jesus Christus offenbar geworden ist?“ Adolf von Harnack kehrte den Sinn von Nietzsches Kritik um, als er forderte:
„Lernen sie vom Evangelium Jesu, Übermensch zu werden – nicht in dem Sinne wie mein Landsmann dachte als er das Wort gebrauchte für diejenigen, die groß werden auf Kosten anderer. […] Aber werden Sie es dadurch, daß eine Umwertung aller Werte vornehmen, so daß […] der, der sein Leben hingibt, es wahrhaftig gewinnt.“ Ganz in diesem Sinne äußert sich auch Gottfried Traub: „Die Umwertung aller Werte beginnt, wenn der oberste Wert, der einzige Wert „Gott“ heißt.“